# عبد الله العمري (لاعب كرة قدم مواليد 1999)
عبد الله عوض العمري لاعب كرة قدم سعودي، يلعب كمدافع. ويلعب حالياً مع نادي طويق السعودي.

## مسيرة اللاعب
لعب في نادي الإنطلاق ونادي عفيف ونادي طويق.